# Europees kampioenschap hockey vrouwen 2015
De 12e editie van het Europees kampioenschap hockey vrouwen (2015) werd van 21 tot en met 30 augustus 2015 gehouden in het Engelse Londen op het Olympic Hockey Centre. In de finale versloegen de Engelse dames de favoriet Nederland na het nemen van shoot-outs en pakten zo de tweede Europese titel sinds 1991.
Tegelijkertijd werd het Europees kampioenschap voor mannen gespeeld.

## Gekwalificeerde teams
| Data                | Toernooi              | Locatie            | Quota | Gekwalificeerde teams                       |
| ------------------- | --------------------- | ------------------ | ----- | ------------------------------------------- |
| Gastland            | Gastland              | Gastland           | 1     | Engeland                                    |
| 17-25 augustus 2013 | EK hockey 2013        | Antwerpen, België  | 5     | Duitsland België Nederland Spanje Schotland |
| 22-28 juli 2013     | EK voor B-landen 2013 | Cambrai, Frankrijk | 2     | Italië Polen                                |
| Totaal              | Totaal                | Totaal             | 8     |                                             |

## Groepsfase

### Groep A
| Team      | AW | G | G | V | DV | DT | DS  | Pts |
| --------- | -- | - | - | - | -- | -- | --- | --- |
| Nederland | 3  | 3 | 0 | 0 | 22 | 1  | +21 | 9   |
| Spanje    | 3  | 1 | 1 | 1 | 11 | 8  | +3  | 4   |
| België    | 3  | 1 | 1 | 1 | 4  | 6  | -2  | 4   |
| Polen     | 3  | 0 | 0 | 3 | 1  | 23 | -22 | 0   |

| 22 augustus 2015 11:45 |       |        |                                             |
| België                 | 0 – 0 | Spanje | Scheidsrechters: Frances Block Sarah Wilson |
|                        |       |        | Scheidsrechters: Frances Block Sarah Wilson |

| 22 augustus 2015 14:00                                                                           |       |       |                                              |
| Nederland                                                                                        | 9 – 0 | Polen | Scheidsrechters: Valentina Tomasi Amy Baxter |
| Jonker 13', 33' De Goede 13' Dirkse van den Heuvel 20' Hoog 25', 30', 53' Paumen 40' Keetels 54' |       |       | Scheidsrechters: Valentina Tomasi Amy Baxter |

| 23 augustus 2015 11:45 |       |                                                      |                                            |
| Polen                  | 1 – 4 | België                                               | Scheidsrechters: Claire Adenot Pilar López |
| Okaj 59'               |       | 13' Versavel 17' Gerniers 20' Sinia 31' Vandermeiden | Scheidsrechters: Claire Adenot Pilar López |

| 23 augustus 2015 14:00 |       | |                                               |
| Spanje                 | 1 – 8 | Nederland                                                                                            | Scheidsrechters: Michelle Meister Cathy Jones |
| Bonastre 57'           |       | 10' Dirkse van den Heuvel 22', 34' Jonker 24' Keetels 28' De Goede 31' Van As 38', 50' Van Maasakker | Scheidsrechters: Michelle Meister Cathy Jones |

| 26 augustus 2015 12:00                                                             |        |       |                                                    |
| Spanje                                                                             | 10 – 0 | Polen | Scheidsrechters: Valentina Tomasi Michelle Meister |
| Riera 2', 34', 41' Magaz 20', 22' Salvatella 24', 38' Ybarra 31', 37' Petchame 35' |        |       | Scheidsrechters: Valentina Tomasi Michelle Meister |

| 26 augustus 2015 18:15                              |       |        |                                            |
| Nederland                                           | 5 – 0 | België | Scheidsrechters: Pilar López Frances Block |
| Magis 8' Van Maasakker 18' Paumen 42', 58' Hoog 44' |       |        | Scheidsrechters: Pilar López Frances Block |

### Groep B
| Team      | AW | G | G | V | DV | DT | DS | Pts |
| --------- | -- | - | - | - | -- | -- | -- | --- |
| Engeland  | 3  | 3 | 0 | 0 | 8  | 2  | +6 | 9   |
| Duitsland | 3  | 2 | 0 | 1 | 7  | 5  | +2 | 6   |
| Schotland | 3  | 1 | 0 | 2 | 5  | 5  | 0  | 3   |
| Italië    | 3  | 0 | 0 | 3 | 1  | 9  | -8 | 0   |

| 22 augustus 2015 19:15                          |       |             |                                                    |
| Engeland                                        | 2 – 1 | Schotland   | Scheidsrechters: Fanneke Alkemade Michelle Meister |
| K. Richardson-Walsh 10' H. Richardson-Walsh 20' |       | 3' Marshall | Scheidsrechters: Fanneke Alkemade Michelle Meister |

| 22 augustus 2015 21:30                       |       |        |                                               |
| Duitsland                                    | 4 – 0 | Italië | Scheidsrechters: Cathy Jones Laurine Delforge |
| Altenburg 2' Krüger 22' Haase 46' Mävers 59' |       |        | Scheidsrechters: Cathy Jones Laurine Delforge |

| 24 augustus 2015 18:15 |       |                      |                                                 |
| Schotland              | 1 – 2 | Duitsland            | Scheidsrechters: Valentina Tomasi Frances Block |
| Kidd 55'               |       | 18' Hauke 42' Mävers | Scheidsrechters: Valentina Tomasi Frances Block |

| 24 augustus 2015 20:30 |       |                                   |                                           |
| Italië                 | 0 – 2 | Engeland                          | Scheidsrechters: Pilar López Sarah Wilson |
|                        |       | 45' H. Richardson-Walsh 60' White | Scheidsrechters: Pilar López Sarah Wilson |

| 26 augustus 2015 14:15                |       |           |                                                    |
| Schotland                             | 3 – 1 | Italië    | Scheidsrechters: Fanneke Alkemade Laurine Delforge |
| Fawcett 31' Merchant 36' Marshall 39' |       | 37' Tiddi | Scheidsrechters: Fanneke Alkemade Laurine Delforge |

| 26 augustus 2015 20:30      |       |              |                                           |
| Engeland                    | 4 – 1 | Duitsland    | Scheidsrechters: Claire Adenot Amy Baxter |
| Bray 2' Danson 3', 44', 53' |       | 39' Hillmann | Scheidsrechters: Claire Adenot Amy Baxter |

### 5e tot en met 8e plaats
De punten die vergaard werden in de groepsfase tegen het andere team uit dezelfde poule werden overgenomen. De landen die op de onderste twee plaatsen eindigen, degraderen en spelen in 2017 in de B-groep.

#### Groep C
| Team      | AW | G | G | V | DV | DT | DS | Pts |
| --------- | -- | - | - | - | -- | -- | -- | --- |
| België    | 2  | 2 | 0 | 0 | 8  | 4  | +4 | 6   |
| Schotland | 2  | 2 | 0 | 0 | 5  | 1  | +4 | 6   |
| Italië    | 2  | 0 | 1 | 1 | 2  | 4  | -2 | 1   |
| Polen     | 2  | 0 | 1 | 1 | 2  | 5  | -3 | 1   |

| 28 augustus 2015 12:00 |       |             |                                                |
| Polen                  | 1 – 1 | Italië      | Scheidsrechters: Sarah Wilson Fanneke Alkemade |
| Rybacha 9'             |       | 60' Pacella | Scheidsrechters: Sarah Wilson Fanneke Alkemade |

| 28 augustus 2015 18:15 |       |           |                                         |
| België                 | 1 – 0 | Schotland | Scheidsrechters: Amy Baxter Cathy Jones |
| Versavel 1'            |       |           | Scheidsrechters: Amy Baxter Cathy Jones |

| 30 augustus 2015 10:00                              |       |                                     |                                            |
| België                                              | 4 – 3 | Italië                              | Scheidsrechters: Claire Adenot Pilar López |
| Van Lindt 4' Simons 31' Vandermeiren 33' Puvrez 47' |       | 7' Lovagnini 13' Tiddi 43' Ruggieri | Scheidsrechters: Claire Adenot Pilar López |

| 30 augustus 2015 12:15 |       |       |                                            |
| Schotland              | 2 – 0 | Polen | Scheidsrechters: Frances Block Cathy Jones |
| Kidd 14' Bunce 36'     |       |       | Scheidsrechters: Frances Block Cathy Jones |

### Voor plaatsen 1 tot en met 4

#### Halve finales
| 28 augustus 2015 14:15 |       |           |                                                 |
| Nederland              | 1 – 0 | Duitsland | Scheidsrechters: Frances Block Laurine Delforge |
| Zerbo 13'              |       |           | Scheidsrechters: Frances Block Laurine Delforge |

| 28 augustus 2015 20:30 |       |           |                                                 |
| Engeland               | 2 – 1 | Spanje    | Scheidsrechters: Claire Adenot Michelle Meister |
| Danson 4' Owsley 52'   |       | 44' Oliva | Scheidsrechters: Claire Adenot Michelle Meister |

#### Voor 3e/4e plaats
| 30 augustus 2015 14:30                               |       |              |                                                    |
| Duitsland                                            | 5 – 1 | Spanje       | Scheidsrechters: Laurine Delforge Fanneke Alkemade |
| Stapenhorst 12', 19', 32' Altenburg 22' Hoffmann 29' |       | 44' Petchame | Scheidsrechters: Laurine Delforge Fanneke Alkemade |

#### Finale
| 30 augustus 2015 17:00                                               |       |                                           |                                          |
| Engeland                                                             | 2 – 2 | Nederland                                 | Scheidsrechters: Sarah Wilson Amy Baxter |
| Bray 52' Owsley 54'                                                  |       | 40', 43' Van Maasakker                    | Scheidsrechters: Sarah Wilson Amy Baxter |
| Shoot-out                                                            |       |                                           | Scheidsrechters: Sarah Wilson Amy Baxter |
| H. Richardson-Walsh mis -> (sb) goal Danson goal Bray goal Twigg mis | 3 – 1 | mis Bos mis Welten goal Hoog mis De Goede | Scheidsrechters: Sarah Wilson Amy Baxter |

| Europees kampioen 2015 |
| ---------------------- |
|                        |
| Engeland Tweede titel  |

## Eindrangschikking
| Rang   | Land      |
| ------ | --------- |
| Goud   | Engeland  |
| Zilver | Nederland |
| Brons  | Duitsland |
| 4      | Spanje    |
| 5      | België    |
| 6      | Schotland |
| 7      | Italië    |
| 8      | Polen     |

 Gekwalificeerd voor de Olympische Zomerspelen 2016.
 Gedegradeerd naar het Europees kampioenschap voor B-Landen in 2017
1984 · 1987 · 1991 · 1995 · 1999 · 2003 · 2005 · 2007 · 2009 · 2011 · 2013 · 2015 · 2017 · 2019 · 2021 · 2023